# Los Nuevos Vengadores
Los Nuevos Vengadores es una serie de cómics de la editorial Marvel Comics, publicada en España por Editorial Panini desde enero de 2006 y, en México, por la Editorial Televisa. Es uno de los pilares básicos del actual universo ficticio de Marvel, por tener lugar en ella acontecimientos con repercusión en todas las demás colecciones de la editorial.

## Antecedentes
Esta serie surge de los acontecimientos ocurridos en la colección principal de los Vengadores durante el arco argumental Vengadores: Desunidos, a cargo de Brian Michael Bendis: en ella, el grupo se disuelve tras los devastadores acontecimientos que en ella se dan. Representa el peor día en la historia de los Vengadores. La Bruja Escarlata sufrió un completo shock nervioso después de perder el control de sus poderes que alteran la realidad. En el caos que se creó sobre esa conmoción, Ojo de Halcón, Ant-Man (Scott Lang) y Visión perdieron sus vidas (antes de ser revividos). Otros muchos Vengadores, como Hulka, fueron heridos, tanto física como emocionalmente. Sin fundamentos para continuar, el resto del equipo se disolvió de forma callada.

## La nueva formación
Seis meses más tarde, se produce una huida masiva de la prisión de alta seguridad para super criminales de la Isla Ryker. Spider-Man, el Capitán América e Iron Man acuden para contener la situación, y allí encuentran a Matt Murdock (Daredevil), Luke Cage (Power Man) y Jessica Drew (Agente de S.H.I.E.L.D. y Spider-Woman), que habían acudido a entrevistarse con un preso que presuntamente había asesinado a su esposa: Robert Reynolds, alias Vigía. Tras estos acontecimientos, el Capitán América convence a Iron Man de formar un nuevo grupo de Vengadores ya que la forma en como se juntaron estos héroes para hacer frente a esta fuga le recordaba la forma en como se reunieron los Vengadores originales, y, posteriormente se unirán al grupo Wolverine, el héroe olvidado conocido como Vigía y la samurái Ronin, quien más tarde tomaría la identidad de Echo, ocupando el lugar de Matt Murdock. Este nuevo grupo de Vengadores realmente no estuvo mucho tiempo juntos, por lo que los acontecimientos más importantes que vivió este grupo serían: descubrir que había corrupción en S.H.I.E.L.D., la conexión de Spider-Woman con la asociación terrorista Hydra, la boda de Luke Cage y el nacimiento de su bebé, el traje de Spider-Man que Tony Stark le regala, las consecuencias de la participación de este grupo en la saga House of M y el nacimiento del villano Collective, que antes de poder ser derrotado por los Vengadores mató a casi todos los miembros del equipo canadiense Alpha Flight.

## Otros Medios

### Televisión
- Aparecen en The Avengers: Earth's Mightiest Heroes, en el episodio "Nuevos Vengadores", donde Tony Stark crea un programa de seguridad en sus sistemas informáticos para asegurar que el mundo todavía tendría héroes en caso de que los Vengadores fueran asesinados. El equipo estaba formado por Luke Cage, Puño de Hierro, Spider-Man, La Mole, War Machine y Wolverine. Fueron comprados juntos por las computadoras de Iron Man para oponerse a Kang el Conquistador de su intento en la conquista del mundo después de haber atrapado a los Vengadores originales en un vacío temporal. Mientras los demás estaban siendo una distracción para Kang, Spider-Man se las arregla para desactivar la máquina del tiempo de Kang (antes de darse cuenta). Una vez que los Vengadores fueron liberados desde el vacío temporal, que ayudaron a los Nuevos Vengadores para repeler a Kang, que es enviado a un tiempo desconocido sin saber nada de él. Los miembros del equipo aparecen más tarde en la final de "Vengadores Unidos", donde se unen el principal equipo de Vengadores y muchos otros aliados para repeler el ataque de Galactus. Spider-Man, War Machine y Puño de Hierro se unen al Capitán América y Quake en la lucha contra Terrax, Wolverine, la Mole, Antorcha Humana, la Avispa y Ojo de Halcón adquiere a Stardust, y los equipos de Luke Cage con Thor, Viuda Negra, Falcon y Visión contra Air- Walker.

- Los Nuevos Vengadores son los principales protagonistas de la cuarta temporada de Avengers Assemble subtitulada Avengers: Secret Wars. El grupo está dirigido por Pantera Negra y está compuesto por Capitána Marvel, Ms. Marvel, Vision, Ant-Man y la versión de Hope Van Dyne/Avispa, donde el grupo se describe como los Nuevos y Diferentes Vengadores. Se reunieron después de que los Vengadores estuvieron atrapados por la Camarilla (que consistía en Líder, Encantadora, Skurge, Arnim Zola y Kang el Conquistador). Aunque Líder es derrotado por los Nuevos Vengadores, Encantadora y Arnim Zola revelan incluso a los Nuevos Vengadores que Líder no es el verdadero líder de la Camarilla, ya que activan la prueba de fallos que causa que el expansor estático envía a los Vengadores en cautividad a través del tiempo y el espacio. Antes de desaparecer, el Capitán América instruye al grupo de Pantera Negra para ocupar su lugar, hasta que puedan ser encontrados y llevados a casa.

### Película
- En la película del Universo cinematográfico de Marvel Thunderbolts* (2025), los Nuevos Vengadores aparecen en el clímax, cuando Valentina Allegra de Fontaine renombra públicamente al equipo Thunderbolts — compuesto por Yelena Belova, John Walker, Ava Starr, Alexei Shostakov y Bucky Barnes — como los Nuevos Vengadores durante una conferencia de prensa. Esto sigue a su batalla contra Sentry, genéticamente mejorado, y su contraparte oscura, Vacío, en una misión para frustrar las actividades ilícitas de De Fontaine.

### Videojuegos
- En Marvel: Ultimate Alliance, los Nuevos Vengadores se consideran un bonus de equipo si el jugador tiene alguna combinación de Luke Cage, Capitán América, Iron Man, Spider-Man, Spider-Woman y Wolverine en un equipo.
- En Spider-Man: Web of Shadows, Wolverine lucha contra Spider-Man por el traje negro de Spider-Man. Para demostrar que todavía es él mismo, a Spider-Man le hacen una serie de preguntas por parte de Wolverine, entre ellas "quien rechazó la oferta de unirse a los Nuevos Vengadores" (la respuesta es Daredevil).
- En Marvel: Ultimate Alliance 2, los Nuevos Vengadores se consideran una bonificación de equipo si el jugador tiene alguna combinación de Luke Cage, Puño de Hierro, Iron Man, Ms. Marvel, Spider-Man y Wolverine.